# Římskokatolická farnost České Libchavy
Římskokatolická farnost České Libchavy je územním společenstvím římských katolíků v orlickoústeckém vikariátu královéhradecké diecéze.

## O farnosti

### Historie
K historii kostela v Českých Libchavách se vztahuje legenda o tom, že jej posvětili již svatí Cyril a Metoděj v 9. století. Jiná legenda zmiňuje v souvislosti se vznikem kostela osobnost sv. Vojtěcha. První jistá zpráva o kostele až z roku 1227.

### Současnost
Farnost nemá sídelního duchovního správce. Je administrována ex currendo z Ústí nad Orlicí.
| Kostel                          | Místo          | Bohoslužba         | Bohoslužba                       | Poznámka        |
| ------------------------------- | -------------- | ------------------ | -------------------------------- | --------------- |
| Kostel sv. Víta                 | České Libchavy | neděle pátek       | 10.00 16.15 v zimě, 16.45 v létě | farní kostel    |
| Kostel sv. Antonína Paduánského | Hejnice        | 2. neděle v měsíci | 11.11                            | filiální kostel |